# Хордан Сільва
Хордан Сільва (ісп. Jordan Silva, нар. 30 липня 1994, Матеуала) — мексиканський футболіст, захисник клубу «Толука».

## Клубна кар'єра
У дорослому футболі дебютував 2013 року виступами за команду клубу «Толука», кольори якої захищає й донині.

## Виступи за збірні
Протягом 2016 року залучався до складу молодіжної збірної Мексики. На молодіжному рівні зіграв у 8 офіційних матчах, забив 1 гол.
2016 року залучався до лав олімпійської збірної Мексики. У складі збірної — учасник футбольного турніру на Олімпійських іграх 2016 року у Ріо-де-Жанейро.
У жовтні 2016 року дебютував у складі національної збірної Мексики.

## Титули і досягнення
- Срібний призер Панамериканських ігор: 2015